# Список аэропортов Антигуа и Барбуды

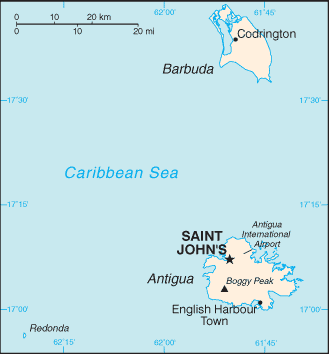
Карта Антигуа и Барбуды

Список аэропортов Антигуа и Барбуды:
Антигуа и Барбуда — островное государство, расположенное между Карибским морем и Атлантическим океаном. Антигуа и Барбуда состоит из двух крупных населенных островов, Антигуа и Барбуда, и ряда более мелких островов.

## Аэропорты
| Город      | Остров  | ИКАО | ИАТА | Название                                | Координаты                      |
| ---------- | ------- | ---- | ---- | --------------------------------------- | ------------------------------- |
| Сент-Джонс | Антигуа | TAPA | ANU  | Международный аэропорт имени В.К. Бёрда | 17°08′12″ с. ш. 61°47′34″ з. д. |
| Кодрингтон | Барбуда | TAPH | BBQ  | Аэропорт Барбуда-Кодрингтон             | 17°38′09″ с. ш. 61°49′43″ з. д. |
| Коко Поинт | Барбуда | TAPT |      | Аэродром Коко Поинт (частный)           | 17°33′20″ с. ш. 61°45′55″ з. д. |